# Мосби, Джон
Джон Синглтон Мосби (англ. John Singleton Mosby; 6 декабря 1833 — 30 мая 1916), известен также как «Серый Призрак» (англ. Gray Ghost) — кавалерийский офицер армии Конфедерации во время гражданской войны в США. Его отряд, 43-й батальон 1-го вирджинского кавалерийского полка был известен как «Рейнджеры Мосби» или «Рейдеры Мосби». Это было партизанское соединение, которому удавалось совершать стремительные рейды по тылам противника и безнаказанными уходить от преследования, растворяясь среди местного населения. Мосби действовал на территории севера штата Вирджиния, которая стала называться «Конфедерация Мосби». После войны Мосби работал юристом и поддерживал президента Гранта, своего бывшего противника. Так же он служил консулом в Гонконге и в министерстве юстиции.

## Происхождение
Согласно семейному преданию, Мосби вели своё происхождение от Эдварда Мосби, который эмигрировал из Англии в Америку в 1635 году. Вероятно, его сыном был Эдвард Мосби (1665—1742), который родился в округе Энрико и женился на Саре Вудсон. Двое из семи его сыновей, Эзекия и Джейкоб, женились на сёстрах из округа Гучленд, получив от их отца, Николаса Кокса, земли в качестве приданого. Эзекия Мосби получил за Элизабет Кокс 700 акров земли. Около 1735 года он поселился на Миддл-Роуд, в 35 милях западнее Ричмонда. С 1777 года его земли оказались на территории округа Поухэтэн. Его брат Бенжамин открыл «Мосби-Таверн» на Миддл-Роуд, в нескольких милях восточнее фермы Эзекии. На этом месте впоследствии был построен окружной суд округа Камберденд. Дэниель, сын Эзекии, получил в наследство 475 акров. Он переселился на территорию современного округа Нельсон, где владел 641 акром земли и 22 рабами. Он женился на Саре Хенкинс, и в их семье было семь детей, включая Джона Х. Мосби (-1839).
Джон Х. Мосби вскоре стал самым успешным фермером в округе Нельсон. Он владел 2627 акрами земли и 35 рабами, выращивал табак, пшеницу и кукурузу. 11 апреля 1799 года он женился на Джейн Уэр из округа Гучланд. По неподтверждённому преданию, она была родственницей будущего президента Уильяма Генри Гаррисона. От этого брака родился Альфред Мосби (1809—1880), который, ввиду этого родства, назвал своих детей Уильям Гаррисон Мосби и Изабелла Гаррисон Мосби(1841—1846). Альфред был отцом Джона Мосби.
По матери Джон Мосби был потомком шотландского рода Мак-Лорин, поэтому мать Мосби хранила дома фамильный плед клана Мак-Лоринов. Считалось, что Мак-Лорины были потомком Роб-Роя Мак-Грегора. Роберт Мак-Лорин первым переселился в Америку в 1750 году, поселился в Уильямсберге и женился на Элизабет Блэкли, дочери торговца. В 1752 году он стал пастором прихода Саусхам, к которому принадлежали фермы Эзекии Мосби и таверна Бенжамина Мосби. Его владения насчитывали 633 акра земли и 21 раба. Его сыном был Джеймс, который женился на Катарине Стигер. В их семье было 2 сына и 7 дочерей, из которой младшей была Виргиния (1815—1897), мать Мосби.

## Ранние годы
Мосби родился 6 декабря 1833 года в Эджмонте, ферме Джеймса Мак-Лорена. Ему было 6 лет, когда его дед умер, и отец получил наследство. Джон обучался в сельской школе, где однажды был так поражён видом пьяного учителя, что усвоил отвращение к алкоголю на всю жизнь. В 1841 году Альфред Мосби приобрёл ферму «Тюдор Гроув» южнее Шарлоттсвилла. Здесь прошло детство Мосби. Ему было 10 лет, когда он поступил в школу в Шарлоттсвилле. В эти годы он увлекался литературой, в частности, прочитал биографию партизана Фрэнсиса Мэриона. Помимо литературы, он увлекался историей Древней Греции. В 16 лет Мосби поступил в Вирджинский Университет, где специализировался на греческом языке и литературе. В марте 1853 года он ввязался в конфликт с одним из одноклассников, и, когда тот бросился на Мосби, достал револьвер и выстрелил, тяжело ранив нападавшего. Мосби был арестован и судим за стрельбу. Присяжные долго не могли прийти к согласию по этому делу; многие считали его действия необходимой самообороной. 25 мая был вынесен вердикт: 12 месяцев тюрьмы и штраф в 500 долларов. Мосби чувствовал несправедливость приговора, и обиду на присяжных он сохранил на всю жизнь. Он так же никогда не простил Университету того, что тот исключил его сразу после инцидента и ещё до суда. Во время заключения он однажды сказал, что хочет изучать право. «Закон мне изрядно навредил, — сказал он, — надо бы извлечь из него какую-нибудь пользу».
Отец Мосби заручился рекомендациями и написал прошение о помиловании на имя губернатора. Прошение рассматривалось всё лето 1853 года и в итоге 16 августа губернатор Джонсон отклонил прошение. Но в декабре у губернатора заболела жена и 6 декабря он решил подписать прошение. 23 декабря повторно поданное прошение было подписано, а 16 февраля 1854 года легислатура штата утвердила его. Мосби пробыл в тюрьме 9 месяцев.
После его освобождения вся семья переехала на ферму в округе Флуванна, где Мосби продолжил изучать право, и в итоге 4 сентября 1855 года он сдал квалификационный экзамен и получил лицензию адвоката. Он начал практику в Ховардсвилле, в округа Албемарл. Здесь он встретил Марию Паулину Кларк (1837–1876), дочь кентуккийского конгрессмена Беверли Кларка, которая впечатлила его хорошим знанием литературы, истории и политики. Они встретились в июне 1856 года, потом он навещал её в Кентукки, и они поженились 30 декабря 1856 года в Нэшвилле. До войны у них родились двое детей: Мэй Вирджиния (10 марта 1858) и Беверли (1 октября 1860). В ноябре 1858 года супруги покинули Ховардсвилл и переехали в город Бристоль, расположенный на границе штатов Вирджиния и Теннесси. Через город только что прошла железная дорога и он был оживлённым транзитным центром. В Бристоле было мало адвокатов, и Мосби работал сразу в двух окружных судах: в округе Вашингтон (Вирджиния) и в округе Салливан (Теннесси). Мосби купил участок под дом, но не успел ничего построить до начала войны.
Когда началась предвыборная кампания 1860 года, жители Бристоля голосовали или за Брекинриджа или за Джона Белла, но Мосби был сторонником Стивена Дугласа, представителя северных демократов. Во время голосования 6 ноября 1860 года в округе Вашингтон 1178 голосов досталось Брекинриджу, 916 Беллу и только 56 голосов Дугласу. Мосби голосовал за Дугласа. 20 декабря Южная Каролина вышла из состава Союза, и несколько южных штатов последовали за ней. Мосби был против сецессии: в январе 1861 году, когда его спросили, за кого он будет воевать в случае войны, он ответил: «Я буду сражаться за Союз, за Союз конечно же!». Однако, вскоре произошло сражение за форт Самтер, а 15 апреля президент Линкольн издал прокламацию о призыве 75 000 добровольцев. Через два дня Вирджиния объявила о выходе из Союзе. Мосби ещё в декабре вступил в ряды ополчения. В тот момент сражаться за Вирджинию означало сражаться за Союз, но после сецессии Вирджинии он оказался в рядах армии Юга. Когда его спросили о его намерении воевать за Союз, он ответил: «Это всё в прошлом. Когда я так говорил, Вирджиния ещё не издала постановления о сецессии. Теперь она вышла из Союза. Вирджиния — моя мать, благослови её Господь! разве я могу сражаться против своей матери?».

## Гражданская война
Когда Вирджиния объявила о сецессии, Мосби числился в роте ополчения, которая стояла в Абингдоне и которой командовал капитан Уильям Джонс. Рота несколько недель тренировалась в Абингдоне, а затем, 30 мая, была отправлена в Ричмонд. После 18 дней марта рота пришла в Ричмонд (17 июня), а через несколько дней переместилась в лагерь в Эшланде. Здесь Мосби навестили родители и привезли ему слугу-невольника Аарона, который остался с ним на всю войну. Мосби поддерживал близкие отношения с капитаном Джонсом, которого уважал и от которого многому научился. 9 июля 1861 года рота Джонса была отправлена в долину Шенандоа, в Банкер-Хилл, и присоединилась к 1-му Вирджинскому кавалерийском полку, которым командовал Джеб Стюарт. Через два дня Мосби впервые участвовал в разведывательном рейде: Джонсон отправил 50 человек к лагерю федеральной армии в Мартинсберге, и они захватили в плен двух человек. Мосби вспоминал, что никогда после не испытывал такой же радости, как от захвата этих двух пленных. Через несколько дней армия генерала Джонстона была переброшена на восток к Манассасу, а кавалерия Стюарта прикрывала отход. 21 июля, когда началось Первое сражение при Булл-Ран, рота Мосби была направлена на усиление бригады Джексона, некоторое время стояла в резерве под артиллерийским огнём, а когда противник начал отступать, кавалерия преследовала бегущих и захватила много пленных. На следующее утро Мосби телеграфировал жене, что он не пострадал в бою. 
После сражения федеральная армия отступила в Вашингтон, а южане вошли в Сентервилл. До конца лета и потом всю осень и зиму кавалеристы провели на пикетной службе. В один из дней августа Мосби получил тяжёлую травму, когда ночью в темноте его лошадь столкнулась с коровой. Несколько дней он провёл в госпитале. 11 сентября федеральный полковник Исаак Стивенс совершил вылазку силами своего 79-го Нью-Йоркского полка. Стюарту удалось отбить эту диверсию, а когда 79-й стал отступать, Мосби прицелился в самого Стивенса, но Стюарт не разрешил ему стрелять. Стюарт высоко ценил Мосби, и одобрял его наклонности к иррегулярному стилю войны, хотя некоторые офицеры (например, Фицхью Ли) не одобряли этого. По воспоминаниям Мосби, Стюарт был командиром от Бога, и хорошо понимал, что война не сводится к набору правил. 
В начале 1862 года Стюарт стал бригадным генералом и возглавил кавалерийскую бригаду, а Джонс был повышен в звании до полковника и возглавил 1-й Вирджинский полк. 12 февраля 1862 года Стюарт пригласил Мосби в штаб армии, где тот провёл вечер за ужином со Стюартом, Густавусом Смитом и Джозефом Джонстоном. Тогда полковник Джонс, опасаясь, что Мосби переманят в штаб, присвоил ему звание первого лейтенанта назначил адъютантом полка (13 февраля). Вскоре, 11 марта, федеральная армия подошла к Манассасу. 27 марта Мосби участвовал в перестрелки с авангардом корпуса Эдвина Самнера, который наступал на Уоррентон-Джанкшен. Командование Юга хотело понять, действительно ли вся федеральная армия наступает, или же это только отвлекающий манёвр. Мосби с разрешения Стюарта пробрался в тыл армии противника и 29 марта сообщил Стюарту, что обозы корпуса отходят к Вашингтону, и на передовой остались лишь небольшие отряды. Основываясь на этой информации Стюарт контратаковал северян и захватил в плен 50 человек. Через несколько дней федеральное командование начало перебрасывать армию на Вирджинский полуостров, что подтвердило верность разведданных Мосби.
19 июля Мосби был захвачен в плен федеральной кавалерией. Это случилось у станции Бивер-Дэм в тот момент, когда он ехал в штаб генерала Джексона с письмом от Стюарта. Мосби отправили в штаб армии во Фредериксберге, а оттуда — в вашингтонскую тюрьму Олд-Капитол-Призон. Он провёл в плену 10 дней, после чего был освобождён по обмену. Однако, и в плену он собирал информацию о противнике. Во время пребывания в Форт-Монро он заметил, что северяне строят корабли: оказалось, что это готовится переправка войск генерала Бернсайда на усиление армии генерала Поупа. Вернувшись в Вирджинию, Мосби отправился в штаб армии под Ричмондом и лично сообщил свои наблюдения генералу Ли.
Донесение Мосби имело колоссальное значение: на тот момент генерал Ли ещё не знал, где противник предпримет основное наступление — на Вирджинском полуострове или в Северной Вирджинии. Всё зависело от того, куда будет переправлена армия Бернсайда. Из донесения Мосби генерал Ли понял, что главная опасность теперь исходит именно из северной Вирджинии.
Он вернулся в армию 17 августа и находился при Стюарте во время Северовирджинской кампании и Мерилендской кампании. Он был во Фредерике вместе с Джексоном и впоследствии писал, что не видел событий, описанных в поэме Джона Уиттьера «Барбара Фритчи» (1864). «Я ехал позади Джексона, когда в сентябре 1862 года он двигался во главе своей колонны через Фредерик, под звуки оркестра, играющего 'My Maryland'. Но я никогда не слышал истории о размахивающей флагом Барбаре Фритчи, пока не прочитал поэму Уиттьера».
Во время сражения при Энтитеме он так же присутствовал на поле боя.

### Пленение Стаутона
В декабре 1862 года Мосби обнаружил, что кавалерийское прикрытие федеральной армии и её тыла рассчитано в основном на отражение крупных отрядов. Он решил, что более мелкие отряды могут нанести врагу значительно больший ущерб. Когда 26 декабря Стюарт совершил рейд на Дамфрис, Мосби попросил разрешения остаться в тылу, взяв с собой 9 человек. Он увёл этот отряд в окрестности Миддлберга, где нашёл проводника Джона Андервуда, «второго Кита Карсона», по словам Мосби. При его помощи за две ночи Мосби захватил 20 федеральных кавалеристов и 20 лошадей. Пленных он условно освободил, после чего вернулся к Стюарту.
Стюарт был впечатлён этим набегом и разрешил ему набрать отряд в 15 человек. 24 января Мосби с новым отрядом отправился к Миддлбергу. 26 января он захватил в плен 10 кавалеристов. Пленных он снова условно освободил, попросив передать их командиру, полковнику Перси Уиндхэму, чтобы он вооружил кавалеристов револьверами Кольта, потому что их карабины — неинтересная добыча(59). Узнав о произошедшем, Уиндхем окружил Миддлберг. На отходе Мосби атаковал его арьергард, но неудачно, потеряв во время атаки трёх человек пленными. Уиндхем решил заманить Мосби в ловушку и разместил около Херндон-Стейшен хорошо заметный кордон (13 человек), а неподалёку — эскадрон кавалерии. Мосби сумел незаметно захватить в плен весь кордон.
Тогда Уиндхем отправил в Миддлберг обоз, выглядящий так, как будто он перевозит боеприпасы, а внутри повозок незаметно разместил по 6 рядовых 13-го Пенсильванского пехотного полка, вооружённых винтовками Спенсера. Но этот замысел провалился. Впоследствии Мосби писал, что тактика Уиндхема была столь же действенна, сколь ярость слепого Циклопа. 26 февраля Мосби напал на отряд из 44 рядовых 18-го Пенсильванского кавалерийского полка, который спал в здании школы неподалёку от Шантильи. Он захватил 40 лошадей и 5—6 пленных.
Вскоре Мосби обнаружил большой разрыв в цепи охранения федеральной армии, и также узнал, что в Фэирфаксе находятся полковник Уиндхем и генерал Стаутон. Стаутон избрал для штаба дом доктора Уильяма Ганелла на Мэйн-Стрит около здания окружного суда. Около штаба Стаутона не было никаких серьёзных войск. Мосби выбрал проводником Джеймса Эймса, который в феврале дезертировал из армии Уиндхема и примкнул к Мосби.
Вечером 8 марта отряд Мосби (39 человек в униформе Конфедерации, но в дождевиках поверх формы) выступил из Элди, прошёл между кавалерией в Шантильи и пехотой в Сентервилле, вышел на дорогу Шантиьи-Германатаун, обошёл с юга Германатаун и в 02:00 9 марта вошёл в Фэирфакс с юга, где сразу захватил в плен телеграфного оператора. Предполагалось захватить в плен полковника Уиндхема, но выяснилось, что тот отбыл в Вашингтон. Обнаружив дом Стаутона, Мосби постучал в дверь и сказал, что у него донесение от 5-го Нью-Йоркского кавалерийского полка. Лейтенант Самуэль Прентисс, адъютант Стаутона, открыл дверь. Мосби приказал отвести его к Стаутону, которому заявил, что Джексон захватил Сентервилл, а он, Стаутон, пленник Мосби. Стаутон не поверил в эту историю, но сдался.
Впоследствии возникли многочисленные мифологические версии этого диалога. По одной из версий разбуженный Стаутон спросил: «Ну что, поймали мы этого сукина сына?», а Мосби ответил: «Нет, но это он вас поймал, так что вставайте и собирайтесь в путь», по другой Стаутон спросил: «Поймали ли вы этого чёртова мерзавца?».

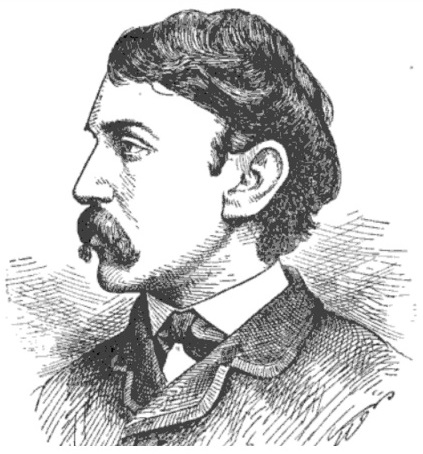
Генерал Эдвин Стаутон

Уходя, Мосби взял из камина уголь и написал на стене «МОСБИ». Когда Стаутон обнаружил, что город не захвачен Стюартом, а при Мосби всего несколько человек, он сказал: «Это отчаянную штуку вы проделали, но вас конечно же поймают, наша кавалерия скоро явится за вами». «Вероятно, нет», — ответил Мосби. На рассвете, находясь на Гроветонских высотах, Мосби смотрел на проход своей колонны и сказал Джорджу Слейтору, одному из своих рейнджеров: «Джордж, это солнце Аустерлица». Во время рейда Мосби захватил бригадного генерала, лейтенанта, телеграфного оператора, 30 рядовых и 58 лошадей, не сделав ни выстрела и не потеряв ни единого человека.
10 марта Мосби привёл пленных в кавалерийский лагерь в Калпепере и сдал Стаутона генералу Фицхью Ли. «Генерал, — сказал он, — вот ваш друг генерал Стаутон, которого я только что захватил в плен вместе со штабом в Фэирфаксе». Впоследствии Фицхью Ли написал на рапорте Мосби: «Подобное достижение не нуждается в комментариях».
Событие широко обсуждалось в газетах того времени. Президент Линкольн заметил по поводу произошедшего, что сожалеет не столько о генерале, сколько о лошадях, «так как могу сделать лучшего бригадира за 5 минут, а лошади стоят 125 долларов каждая». Генерал Ли 19 марта присвоил Мосби звание капитана (от 15 марта), а на следующей неделе присвоил ему звание майора (от 26 марта). Это было временное повышение, до тех пор, пока он не наберёт роту, после чего он станет майором регулярной армии.

## Мискель-Фарм
В конце марта Мосби совершил рейд в северную Вирджинию. 1 апреля его отряд встал лагерем на ферме Мискеля — на уязвимой позиции, без охранения. Федеральная кавалерия узнала о его месторасположении и атаковала рейнджеров, что привело к сражению у Мискель-Фарм. Несмотря на преимущества в позиции и вооружении, федеральные офицеры допустили ряд ошибок, и в итоге были разбиты, потеряв более ста человек. Рейнжеры потеряли всего четверых.
Перед началом Геттисбергской кампании Мосби отвечал за разведку в корпусе Стюарта. Именно он изучил расположение Потомакской армии и сообщил Стюарту, что имеется возможность совершить рейд в обход федеральной армии. Таким образом при его участии Стюарт решился на так называемый «Рейд Стюарта», который стал одной из причин неудачи армии Ли под Геттисбергом. Д. Зиммерман включает Мосби в число ответственных за исход рейда — по его словам, Мосби должен был тщательнее вести разведку.
Впоследствии Мосби стал одним из защитников Стюарта, который стал своего рода козлом отпущения в истории с геттисбергским сражением.

### Статьи
- White, John H. The Greenback Raid (англ.) // Railroad History. — Railway & Locomotive Historical Society, 1982. — Iss. 146. — P. 41-46.